# Inge Heiremans
Inge Heiremans est une joueuse de football belge née le 9 juin 1981 à Bonheiden en Belgique.

## Biographie
Après sa formation au KFC Rapide Wezemaal, elle joue aux États-Unis, en Islande et en Allemagne. 
En 2005, elle revient en Belgique, dans son club d'origine, le KFC Rapide Wezemaal, où elle remporte trois titres et une Coupe. 
2008 la voit partir au Saint-Trond VV qui enlève le titre en 2010. Inge Heiremans change à nouveau de club, et en 2010, le Lierse SK l'accueille dans ses rangs. En 2012, elle retourne au Saint-Trond VV.
Elle avait arrêté sa carrière en juin 2013. En janvier 2014, elle décide de rejouer, au KSK Heist en D1. 
En mai 2017, elle est transférée au KV Malines. Un an plus tard, elle annonce qu'elle arrête le football.

## Palmarès
- Championnat de Belgique (3) : 2005, 2006, 2007
- Coupe de Belgique (1) : 2007
- Finaliste de la Coupe de Belgique (3) : 2006, 2011, 2012
- Super Coupe de Belgique (1) : 2006
- Doublé Championnat de Belgique-Coupe de Belgique (1) : 2007
- Doublé Championnat de Belgique-Super Coupe de Belgique (1) : 2006

## Statistiques

### Coupe UEFA
- 17 matches, 2 buts